# Classements annexes du Championnat d'Europe masculin de basket-ball 2011
Voici les top 5 et top 10 dans différents domaines statistiques du Championnat d'Europe de basket-ball 2011.

## Meilleurs marqueurs
|    | Nom du Joueur       | Pays      | Pts/Match | Points | Matchs |
| -- | ------------------- | --------- | --------- | ------ | ------ |
| 1  | Tony Parker         | France    | 22,1      | 221    | 10     |
| 2  | Bo McCalebb         | Macédoine | 21,4      | 235    | 11     |
| 3  | Pau Gasol           | Espagne   | 20,1      | 201    | 10     |
| 4  | Dirk Nowitzki       | Allemagne | 19,5      | 156    | 8      |
| 5  | Juan Carlos Navarro | Espagne   | 18,7      | 206    | 11     |
| 6  | Nenad Krstić        | Serbie    | 15,5      | 155    | 10     |
| 7  | Chris Kaman         | Allemagne | 15,5      | 124    | 8      |
| 8  | Andreï Kirilenko    | Russie    | 14,9      | 164    | 11     |
| 9  | Nicolas Batum       | France    | 13,8      | 152    | 11     |
| 10 | Duško Savanović     | Serbie    | 13,4      | 147    | 11     |

Note : Seuls les joueurs dont l'équipe a participé au 2e tour sont retenus dans le classement.  mise à jour: 19 septembre 2011

## 10 meilleurs passeurs
|    | Nom du Joueur        | Pays      | Passes/Match | Passes | Matchs |
| -- | -------------------- | --------- | ------------ | ------ | ------ |
| 1  | Miloš Teodosić       | Serbie    | 5,7          | 63     | 11     |
| 2  | Viktor Khryapa       | Russie    | 5,1          | 51     | 10     |
| 3  | Šarūnas Jasikevičius | Lituanie  | 4,6          | 51     | 11     |
| 4  | Teemu Rannikko       | Finlande  | 4,5          | 36     | 8      |
| 5  | Tony Parker          | France    | 4,4          | 44     | 10     |
| 6  | Heiko Schaffartzik   | Allemagne | 3,9          | 31     | 8      |
| 7  | Mantas Kalnietis     | Lituanie  | 3,8          | 42     | 11     |
| -  | Nick Calathes        | Grèce     | 3,8          | 42     | 11     |
| 9  | Bo McCalebb          | Macédoine | 3,7          | 41     | 11     |
| 10 | Giorgi Tsintsadze    | Géorgie   | 3,3          | 20     | 6      |

Note : Seuls les joueurs dont l'équipe a participé au 2e tour sont retenus dans le classement.  mise à jour: 19 septembre 2011

## 10 meilleurs rebondeurs
|    | Nom du Joueur    | Pays      | Off. | Def. | Total | Rebond / match. | Matchs |
| -- | ---------------- | --------- | ---- | ---- | ----- | --------------- | ------ |
| 1  | Chris Kaman      | Allemagne | 18   | 62   | 80    | 10,0            | 8      |
| 2  | Ömer Aşık        | Turquie   | 30   | 38   | 68    | 8,5             | 8      |
| 3  | Pero Antić       | Macédoine | 21   | 72   | 93    | 8,5             | 11     |
| 4  | Pau Gasol        | Espagne   | 25   | 58   | 83    | 8,3             | 10     |
| 5  | Joakim Noah      | France    | 22   | 58   | 80    | 8,0             | 10     |
| -  | Viktor Sanikidze | Géorgie   | 19   | 45   | 64    | 8,0             | 8      |
| 7  | Marc Gasol       | Espagne   | 20   | 60   | 80    | 7,3             | 11     |
| 8  | Dirk Nowitzki    | Allemagne | 2    | 51   | 53    | 6,6             | 8      |
| 9  | Ersan İlyasova   | Turquie   | 15   | 37   | 52    | 6,5             | 8      |
| 10 | Mirza Begić      | Slovénie  | 33   | 38   | 71    | 6,5             | 11     |

Note : Seuls les joueurs dont l'équipe a participé au 2e tour sont retenus dans le classement.  mise à jour: 19 septembre 2011

## 5 meilleurs contreurs
|   | Nom du Joueur  | Pays      | Contres | Contre / match. | Matchs |
| - | -------------- | --------- | ------- | --------------- | ------ |
| 1 | Mirza Begić    | Slovénie  | 21      | 1,9             | 11     |
| 2 | Chris Kaman    | Allemagne | 14      | 1,8             | 8      |
| 3 | Pau Gasol      | Espagne   | 17      | 1,7             | 10     |
| 4 | Ömer Aşık      | Turquie   | 12      | 1,5             | 8      |
| 5 | Timofeï Mozgov | Russie    | 16      | 1,5             | 11     |

Note : Seuls les joueurs dont l'équipe a participé au 2e tour sont retenus dans le classement.  mise à jour: 19 septembre 2011

## 5 équipes les plus offensives
|   | Équipe   | Pts/Match | Points | Matchs |
| - | -------- | --------- | ------ | ------ |
| 1 | Espagne  | 85,2      | 937    | 11     |
| 2 | Lituanie | 81,6      | 898    | 11     |
| 3 | France   | 79,6      | 876    | 11     |
| 4 | Serbie   | 78,3      | 861    | 11     |
| 5 | Russie   | 74,2      | 816    | 11     |

Note : Seules les équipes ayant participé au 2e tour sont retenues dans le classement.  mise à jour: 19 septembre 2011

## 5 équipes les plus défensives
|   | Équipe    | Pts/Match | Points | Matchs |
| - | --------- | --------- | ------ | ------ |
| 1 | Russie    | 65,7      | 723    | 11     |
| 3 | Grèce     | 67,4      | 741    | 11     |
| 3 | Turquie   | 67,8      | 542    | 8      |
| 4 | Macédoine | 68,3      | 751    | 11     |
| 5 | Slovénie  | 68,6      | 755    | 11     |

Note : Seules les équipes ayant participé au 2e tour sont retenues dans le classement.  mise à jour: 19 septembre 2011